# Shin-hanga

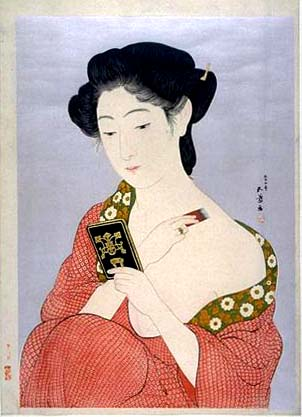
Femme se poudrant de Hashiguchi Goyō, 1918.

Le mouvement shin-hanga (新版画, littéralement « nouvelles gravures », parfois traduit en « renouveau pictural »), mouvement artistique du XXe siècle au Japon pendant les périodes Taisho (1912-1925) et Shōwa (1926-1989), fut florissant entre 1915 et 1942, et connut une reprise de 1946 jusqu’à la fin des années 1950. Il perpétua le système hérité de l’ukiyo-e (XVIIe siècle-XIXe siècle) avec le traditionnel quatuor (dessinateur, graveur, imprimeur, éditeur), à l’opposé du mouvement sōsaku-hanga (« impressions créatives ») où l’artiste peintre est actif à tous les stades de production.

## Description
Grâce aux artisans, l’artiste se débarrasse des contraintes techniques, il peut ainsi ne se soucier que de son propre travail. Inspirés par les impressionnistes, les artistes du mouvement shin-hanga intègrent des éléments occidentaux tels que le jeu de lumière et l'expression personnelle tout en se concentrant sur des thèmes traditionnels. Le shin-hanga a pour but de faire ressentir l’atmosphère alors que l’ukiyo-e traite de thèmes populaires multiples, même si Hiroshige avait accordé une importance toute particulière à la recherche d'atmosphère.
Dans ce mouvement, les artistes réaliseront essentiellement des paysages et des bijin-ga. Pour les paysages, les phénomènes naturels (la nuit, la neige, la pluie, la brume) prédominent. Les artistes représentants ces paysages sont Itō Shinsui (1898-1972) considéré comme l'un des plus importants du Japon, Kawase Hasui (1883-1957) et Hiroshi Yoshida (1876-1950).
Pour la représentation de bijin (« belles femmes »), les artistes sont Hashiguchi Goyo (1880-1921), Torii Kotondo (1900-1976), Itō Shinsui à nouveau mais aussi Hiroshi Yoshida, Takahashi Hiroaki (1871-1945), Ishikawa Toraji ou Kobayakawa Kiyoshi. Néanmoins, quelques artistes réaliseront également des estampes d'acteurs de kabuki (théâtre japonais traditionnel), vers la fin des années 1910 et dans les années 1920.
Le plus important de ces artistes est Natori Shunsen (1886-1960), considéré comme le dernier maître de la représentation d'acteurs de kabuki.

## Artistes et éditeurs
Le mouvement shin-hanga met en exergue le rôle des éditeurs. Parmi les éditeurs tels que Watanabe Shozaburo, Doi, Kawaguchi, Unsodo, il faut retenir Watanabe Shozaburo (1885-1962). Cet éditeur d’estampes a su promouvoir l’estampe shin-hanga aux États-Unis permettant ainsi la longévité financière des artistes travaillant avec lui. Il a donc contribué a la prospérité du mouvement shin-hanga mais en 1962 sa mort marqua la fin du mouvement shin-hanga.
Parmi les principaux artistes shin-hanga, on peut citer :
- Ito Shinsui ;
- Kawase Hasui ;
- Tsuchiya Koitsu ;
- Hashiguchi Goyo ;
- Hiroshi Yoshida ;
- Tōshi Yoshida (吉田 遠志, fils du précédent) ;
- Koson Ohara ;
- Ishiwata Koitsu ;
- Torii Kotondo ;
- Hirano Hakuhō ;
- Natori Shunsen ;
- Kasamatsu Shiro ;
- Takahashi Hiroaki ;
- Uehara Konen ;
- Ishikawa Toraji ;
- Kobayakawa Kiyoshi ;
- Asano Takeji ;
- Noël Nouet ;
- Takashi Itō .
- Ōta Masamitsu

Plus récemment, des dessinateurs français comme Yan Nascimbene et Guy Billout se sont inspirés du shin-hanga pour leurs travaux.